# Top Serious Request
De Top Serious Request is de lijst die in de week na Serious Request op 3FM wordt uitgezonden en een overzicht geeft van de platen die tijdens Serious Request gedraaid zijn.

In 2004 en 2005 werd de lijst samengesteld op basis van het bedrag dat de platen hadden opgebracht. In 2006 werd de lijst samengesteld op basis van het aantal keer dat het nummer is aangevraagd. In 2016 was er geen editie van de Top Serious Request, in plaats daarvan werd 'Het langste weekend' uitgezonden. In 2017 en 2018 is de Top Serious Request beperkt tot de twee kerstdagen.

## Nummer 1 per jaar
- 2004: U2 - "Beautiful Day"
- 2005: Genesis - "Mama"
- 2006: Fratellis - "Chelsea Dagger"
- 2007: The Wombats - "Let's Dance to Joy Divison"
- 2008: Jordy van Loon - "Verliefdheid"
- 2009: Ryan Shaw - "It Get's Better"
- 2010: Martin Solveig & Dragonette - "Hello"
- 2011: Studio Killers - "Ode to the Bouncer"
- 2012: will.i.am & Britney Spears - "Scream & Shout"
- 2013: Cliff Richard & The Young Ones - "Living Doll"
- 2014: Gary Fomdeck - "I'll Be There This Christmas"
- 2015: Typhoon - "Niet Weglopen'"
- 2016: Niet georganiseerd.
- 2017: Cliff Richard & The Young Ones - "Living Doll"
- 2018: Merol - "Kerst met de fam"
- 2019: Waltzburg - "Gotor"
- 2020: Neet oét Lottum - "Hald mich 's vas"
- 2021: Goldband - De Wereld[2]
- 2022: Goldband - Noodgeval
- 2023: Coldplay - Fix You